# Theodóros II. Laskaris
Theodóros II. Dukas Laskaris (řecky Θεόδωρος Β΄ Δούκας Λάσκαρις, Theodōros II Doukas Laskaris, někdy zkráceně Theodor, listopad 1221 – 16. srpen 1258) byl nikajský císař v letech 1254–1258. Jeho rodiči byli nikajský císař Jan III. Dukas Vatatzés a Irena Laskarina.

## Život
Narodil se roku 1221 jako jediný syn tehdejšího následníka nikajského trůnu Jana Duky Vatatza a jeho první ženy Ireny Laskariny. Dostalo se mu výborného vzdělání v matematice, literatuře a filosofii, jeho učitelem byl význačný vzdělanec Nikeforos Blemmydes; princovými spolužáky byli budoucí historikové Georgios Akropolites a Georgios Pachymeras. Již od raného věku byl však postižen epilepsií a jeho zdraví bylo celkově velmi chatrné. Theodoros byl v polovině třicátých let, během sbližování císaře Jana III. s bulharským carem Ivanem Asenem II., zasnouben s carovou dcerou Elenou. Z manželství vzešlo několik potomků, mezi jinými Marie, později manželka epirského despoty Nikefora I., Irena, manželka bulharského cara Konstantina Asena, a Jan, Theodorův pozdější nástupce. Po smrti císaře Svaté říše římské Fridricha II., otcova význačného spojence a také druhého tchána († 1250), sepsal jeho pohřební řeč. Princův otec, císař Jan III., byl v posledních letech své vlády velmi nemocný a na přelomu října a listopadu 1254 zemřel. O tom, kdo nastoupí na jeho místo, nebylo pochyb. Již v místě skonu císaře Jana, v Nymfaiu v Malé Asii, byl prohlášen císařem a v den Narození Páně, 25. prosince 1254, byl v sídelném městě Nikaii korunován císařem.
Na počátku své krátké vlády musel Theodoros spěchat na evropský kontinent, kde vojska bulharského panovníka Michaila II. Asena, Theodorova švagra, obsadila některé oblasti v Rodopech a v Makedonii, patřící do té doby Nikajskému císařství. Již v lednu 1255 překročil Dardanely a táhl dobýt území, kdysi získané otcem, zpět. Císaři se nakonec podařilo získat všechny Bulhary zabrané pevnosti v rodopské oblasti, až na pevnost Cepina. Dále se Theodoros vypořádal s odbojným bojarem Dragotou, jehož zahnal, a odrazil také protiútok cara Michaila Asena. Vzhledem k pokročilé roční době byl však nucen vrátit se do Malé Asie. Příštího jara – roku 1256 – přivedl císař opět svou armádu na evropský kontinent a vše nasvědčovalo rozhodujícímu vojenskému střetnutí mezi Nikaiou a Tarnovem; k bitvě však nedošlo. Obě strany raději uzavřely v květnu 1256 mír, v němž bulharská strana uznala stav hranic z okamžiku smrti císaře Jana III. roku 1254. Theodoros byl poté ještě zavlečen do války se svým dalším příbuzným, epirským despotou Michaelem II., jenž císaře připravil o celou Makedonii s výjimkou Soluně.
V domácí politice se císař přidržoval spíše nižších společenských vrstev, v šlechtickou vrstvu neměl důvěru; některé šlechtice, kteří se těšili důvěře jeho otce, císaře Jana III., byli Theororem degradováni a někdy i zmrzačeni. Navíc před ostatními aristokraty preferoval svého přítele, Georgia Muzalona. V Nikaii také založil vysokou školu. Jak se jeho nemoc zhoršovala, odpor vůči některým aristokratům rostl. Ve svém jednání byl podporován omezeným patriarchou Arseniem Autoreianem, jehož již dříve dosadil, a Georgiem Muzalonem. Když věděl, že umírá, požádal svého dřívějšího učitele, mnicha Nikefora Blemmyda, o odpuštění svých hříchů. Blemmydes, jenž se dříve stavěl ostře proti císařově politice, umírajícímu nevyhověl. Poté Theodoros požádal o odpuštění mytilénského episkopa. V srpnu 1258 Theodoros skonal ve věku šestatřiceti let, přijav krátce před tím mnišské roucho. Novým císařem se stal mladý Jan IV., jehož poručníkem byl Theodorem určen Georgios Muzalon. K moci se však na přelomu let 1258 a 1259 vojevůdce Michael Palaiologos, jemuž se podařilo v létě roku 1261 dovršit velké úsilí nikajských císařů – ovládnout Konstantinopol. Císařem obnovené byzantské říše však nebyl korunován legitimní dědic, Jan IV., jenž byl Palaiologem oslepen, nýbrž Michael Palaiologos sám (pod jménem Michael VIII).